# Per Egil Ahlsen
Per Egil Ahlsen (ur. 4 marca 1958 we Fredrikstadzie) – norweski piłkarz występujący na pozycji pomocnika.

## Kariera klubowa
Ahlsen karierę rozpoczynał w 1976 roku w pierwszoligowym zespole Fredrikstad FK. W sezonie 1976 spadł z nim z do drugiej ligi. W sezonie 1979 wraz z klubem awansował jednak do pierwszej. W sezonie 1982 ponownie spadł do drugiej ligi. W sezonie 1984 wraz z klubem ponownie występował w pierwszej lidze, a także zdobył Puchar Norwegii. W tamtym sezonie po raz trzeci spadł też do drugiej ligi.
W 1987 roku Ahlsen został graczem pierwszoligowego SK Brann. W sezonach 1987 oraz 1988 dotarł z nim do finału Pucharu Norwegii. W 1990 roku został wypożyczony do niemieckiej Fortuny Düsseldorf. W Bundeslidze zadebiutował 29 września 1990 w przegranym 0:2 meczu z Bayerem Uerdingen. W barwach Fortuny rozegrał 11 spotkań i przed rozpoczęciem sezonu 1991 ligi norweskiej, wrócił do Brann.
W 1993 roku odszedł do trzecioligowego Fredrikstadu, gdzie w 1994 roku zakończył karierę.

## Kariera reprezentacyjna
W reprezentacji Norwegii Ahlsen zadebiutował 26 października 1983 wygranym 4:2 meczu eliminacji Letnich Igrzysk Olimpijskich 1984 z Finlandią. 26 lutego 1985 w zremisowanym 1:1 towarzyskim pojedynku z Walią strzelił pierwszego gola w kadrze. W latach 1983–1992 w drużynie narodowej rozegrał 49 spotkań i zdobył 2 bramki.
W 1984 roku znalazł się w kadrze na Letnie Igrzyska Olimpijskie, zakończone przez Norwegię na fazie grupowej.